# سجن لاسانتي
سجن لا سانتي (بالفرنسية: Prison de la Santé)‏ هو سجن فرنسي موجود في حي الشرقي من مونبارناس، في الدائرة رقم 14 من باريس، في 42 شارع لا سانتي.
بني السجن بين عامي 1861 و1867 وفق تصميم المهندس المعماري جوزيف أوغست إميل فودرمر، في موقع «سوق الفحم» السابق وعوض دير Madelonnettes الذي حول إلى سجن أثناء الثورة الفرنسية. في نفس الموقع، بني «بيت الصحة» « maison de la santé »، ونقل في 1651 إلى ما يعرف الآن مستشفى سانت آن (في الجنوب).
في البداية، ضم السجن 500 زنزانة، تمت مضاعفة العدد ليرتفع إلى ألف في عام 1900، في أعقاب إغلاق سجن باريس «لا غراند روكيت». 4 أمتار طول، 2.5م عرض و 3م ارتفاع هي أبعاد كل زنزانة. تم احصاء حوالي ألفي سجين مقسمين على 14 جناحا.

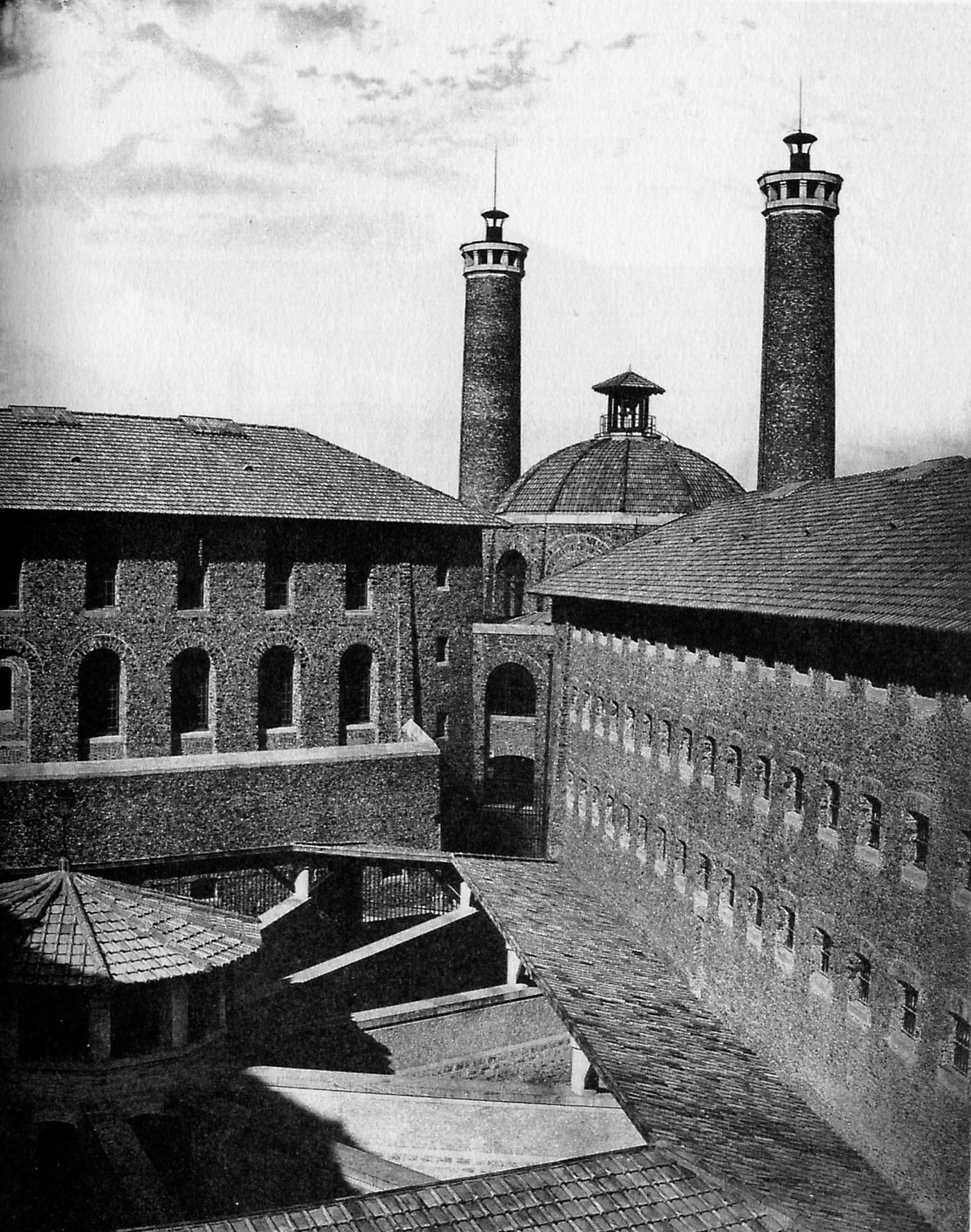
سجن لاسانتي في القرن 19.
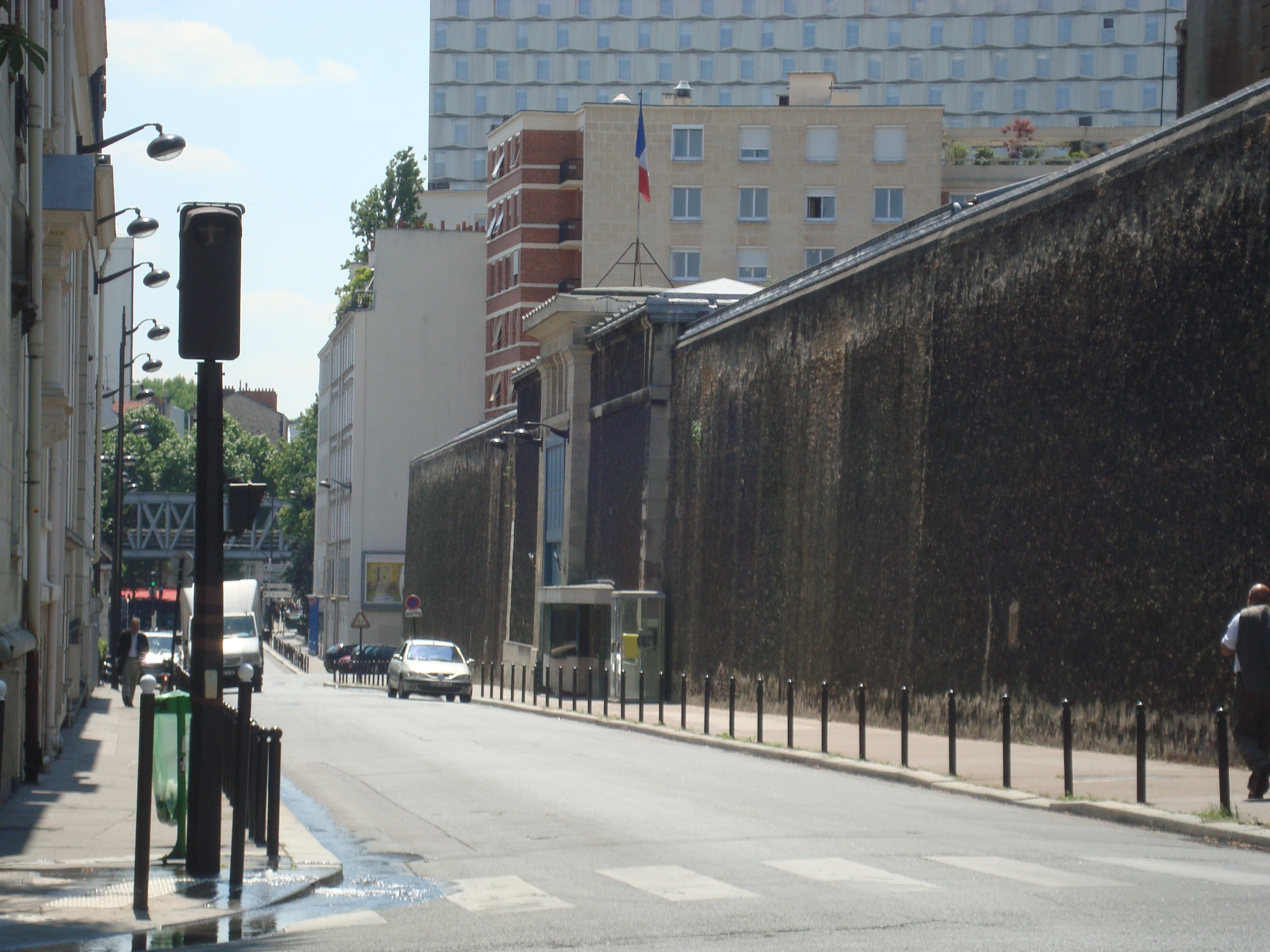
المدخل الرئيسي للسجن على 42 شارع لا سانتي
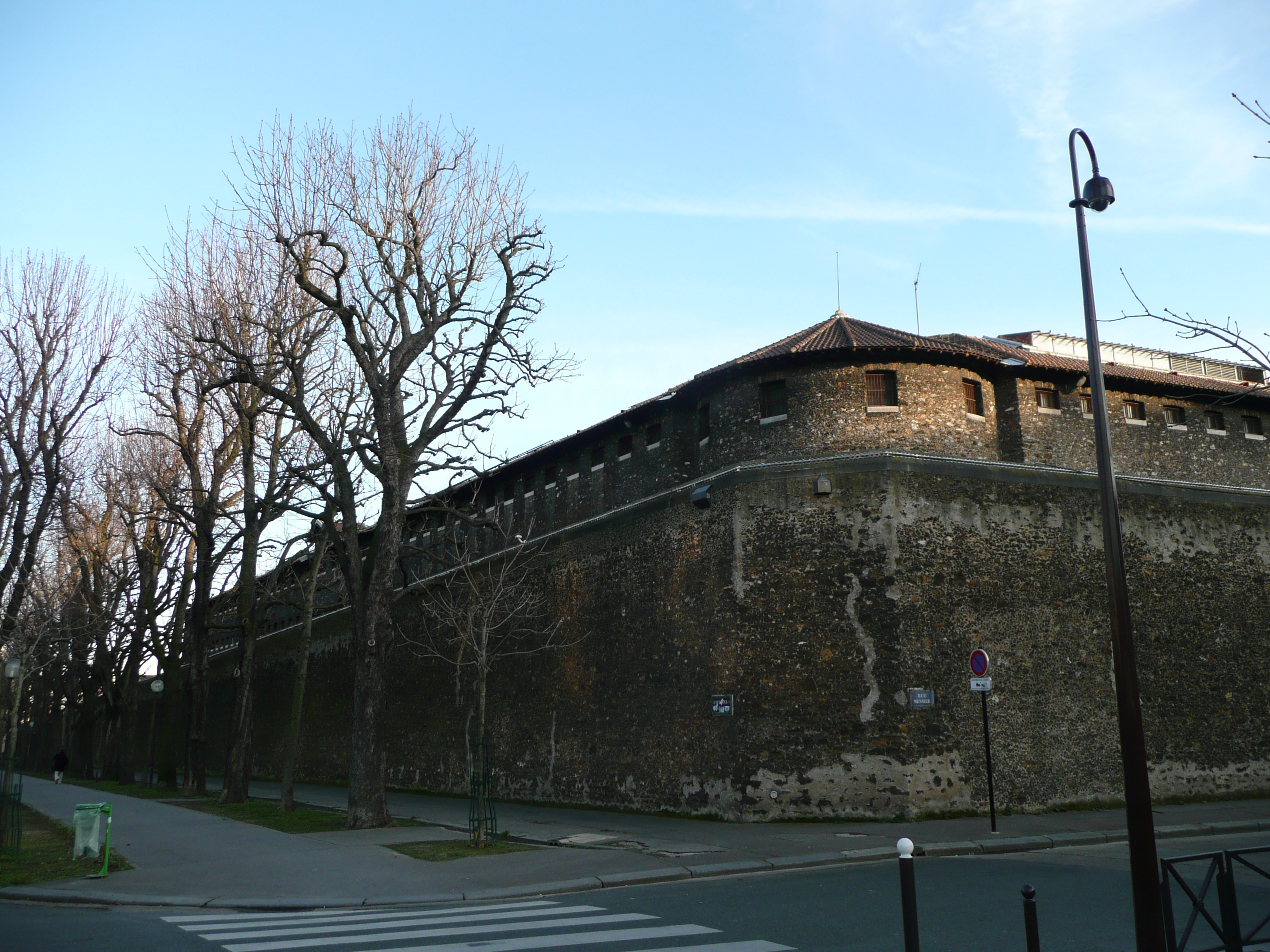
الواجهة الشمالية من سجن لاسانتي في السجون (صورة من شارع آراغو).

## أشهر المساجين
- أحمد بن بلة
- حسين آيت أحمد
- محمد بوضياف
- كارلوس الثعلب
- مانويل نورييغا
- جان جينيه
- جيروم كرفييل
- الشاب مامي